# 공주 마곡사 대웅보전
공주 마곡사 대웅보전(公州 麻谷寺 大雄寶殿)은 대한민국 마곡사에 있는 보물 제801호로 지정된 문화재로, 17세기(조선 중기)에 건립된 마곡사의 법당이다.

## 개요
하층은 정면 5칸, 측면 4칸, 상층은 정면 3칸, 측면 3칸으로 구성되어 있다. 1.5m 높이의 기단 위에 세운 중층(重層) 다포계(多包系)의 팔작건물로서 다른 건축양식에 비해 구조가 특이한 점이 특징이다. 외부는 일부가 변형되었으나, 내부는 거의 원형대로 보존되어 있다.

## 현지 안내문
이 건물은 대광보전과 함께 마곡사의 본전이다.
원래의 건물은 임진왜란(1592년) 때 불타 없어졌고, 현재의 건물은 1651년(효종 2년)에 각순대사와 공주목사 이주연이 다시 지은 것이다. 외관상으로는 2층 건물 형태인 중층이나 내부는 하나의 공간이다. 중심에 석가여래불을 좌우에 아미타불과 약사여래불을 모시고 있다. 건축양식은 조선시대에 유행하였던 다포식으로서 외관이 화려하면서도 장중한 감을 준다. 팔작지붕으로 된 네 모서리에 처마를 받쳐주기 위한 활주가 세워져 있다.
현존하는 전통 목조건축물 가운데 많지 않은 중층건물로 목조 건축의 아름다운 조형미를 잘 표현하고 있다.

## 같이 보기
- 마곡사
- 공주 마곡사 대웅보전 목조삼세불상 - 충청남도 유형문화재 제185호

## 참고 자료
- 공주 마곡사 대웅보전 - 국가유산청 국가유산포털